# アレクサンドリアのキュリロス
アレクサンドリアのキュリロス (古代ギリシア語: Κύριλλος Ἀλεξανδρείας、376年 – 444年)は、キリスト教聖職者、教父、教会博士、アレクサンドリア総主教。アレクサンドリアがローマ帝国内で影響力を強めた4世紀後半から5世紀にかけてのキリスト論論争における主要な指導者の一人で、コンスタンティノープル総主教ネストリオスと論争した。エジプト長官オレステスに対しキュリロス派修道士が暴行を加えたり、女性哲学者ヒュパティア殺害を主導したりした。

## 生涯
キュリロスは376年にキルカ(現在のエジプトのen:El-Mahalla El-Kubra付近)で生まれた。母方のおじアレクサンドリアのテオフィロスはキュリロスが生まれて数年後にアレクサンドリア総主教に叙任された。キュリロスの母はテオフィロスとその頃も近しく、よくテオフィロスの指導に従っており、キュリロスも彼の下でよく教育された。彼の受けた教育の成果は、彼の著作にみられる、カエサレアのエウセビオス、オリゲネス、盲目のディデュモスといったキリスト教著述家やアレクサンドリア教会に属する著述家に関する知識という形で発揮された。
彼は当時一般的だった教育を受けた。12歳から14歳まで(390年-392年)文法を学び、15歳から20歳まで(393年-397年)修辞学と文学を学び、最後に(398年-402年)神学と聖書学を学んだ。ニトリアの修道院で5年間生活した。
おじのテオフィルロスは412年10月15日に世を去り、その後にキュリロスがアルキディアコノス・テモテの支持者に打ち勝って同年10月18日にアレクサンドリア総主教となった。

### ノウァティアヌス派の排斥
当時、異教徒、ユダヤ人らとキリスト教徒の住民との間で紛争が頻発しており、キュリロスはエジプト長官オレステス(en)と対立した。キュリロスはノウァティアヌス派(en)の教会を閉鎖させ聖器を差し出させた。長官オレステスはキュリロスによる蚕食計画を拒絶した。キュリロスは文法家ヒエラクスを派遣して多くの観衆を得たパントマイムショーでオレステスの勢力範囲を調べさせた。以前キュリロスと衝突したユダヤ人たちがヒエラクスに気付き、ヒエラクスがいるのは自分たちに暴動を起こさせるためだと言って暴動を起こし、オレステスは暴動鎮圧と自らの権威をキュリロスに見せつけるためにヒエラクスを劇場でさらし者にした。アレクサンドリアのユダヤ人たちはキリスト教徒を数多く殺害したとしてキュリロスはユダヤ人の関係者をアレクサンドリアから追放した。オレステスは力を失ったが、キュリロスの聖書を送ろうという申し出(キュリロスの宗教的な権威がオレステスに司教の権力に従うことを要求していることを意味している)を拒絶した。
ニトリアの修道僧達が砂漠からやってきて、アレクサンドリア市民たちの間でオレステスに対する暴動を扇動した。この修道僧たちは15年前にキュリロスのおじテオフィロスにも利用され、en:Tall Brothersがアレクサンドリアを追われた。修道僧たちはオレステスを襲撃し、異教徒であることを責めた。オレステスはコンスタンティノープル総主教から洗礼されたことを示して見せた。しかし僧侶たちは納得せず、その一人アンモニオスが石を投げた。それがオレステスの頭部に命中し、大量に流血した。オレステスの護衛兵は僧侶たちに石を投げられるのを恐れて、オレステスを残して逃亡した。しかしアレクサンドリア市民はアンモニオスを捕え、他の僧侶たちを退散させた。オレステスは手当てを受けるとアンモニオスを公衆の面前で拷問にかけ処刑した。
オレステスはテオドシウス2世に書簡を送ってこの事件を伝えた。キュリロスもまた皇帝に書簡を送り、説明した。キュリロスはアンモニオスの遺体を取り返して教会内に安置し、「タウマシオス」の称号を贈るとともに殉教者の一覧に彼の名前を加えた。しかし、アレクサンドリアのキリスト教徒はアンモニオスが死んだのは彼がエジプト長官を襲撃したからであってその信仰のためではないことを知っており、キュリロスは事件に関して沈黙を保つことを余儀なくされた。

### ヒュパティア殺害事件

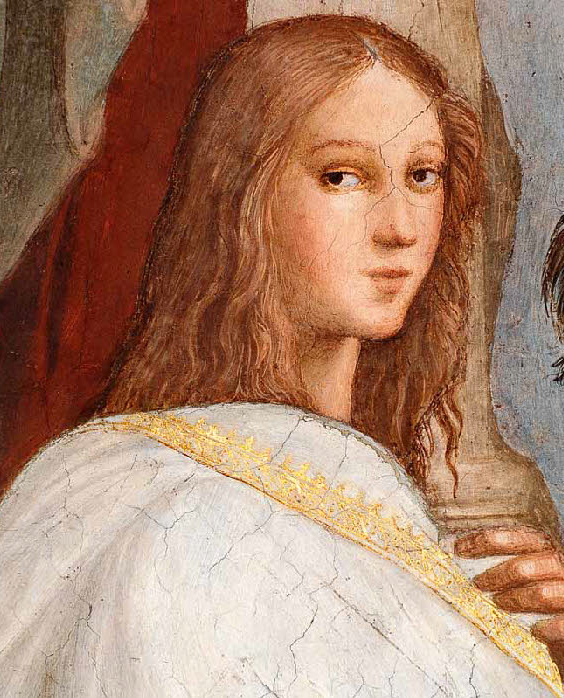
アレクサンドリアの女性哲学者・天文学者・数学者ヒュパティア(ラファエロ『アテネの学堂』、署名の間、ローマ、1509年-1510年 の一部)。アストロラーベ（天体観測儀）の発明者でもある。キュリロス派に殺害された。

エジプト長官オレステスは、アレクサンドリア図書館に勤務する女性哲学者ヒュパティアの政治的後援を享受していた。オレステスがヒュパティアとの関係を深めたのは、ユダヤ人とそうしたように、アレクサンドリアの異教徒のコミュニティーとの関係を強めて、アレクサンドリアの様々な政治的主体をよりよく操作するためといわれる。
ヒュパティアの影響によってオレステスがキュリロスからの和解の申し出を拒絶しているのだと考えたキリスト教徒がいた。415年3月、キリスト教徒の群集はパラバラネイスに先導されていたが、ヒュパティアを馬車から引きずりおろして、牡蠣の貝殻で肉体を削るという手段でむごたらしく殺し、彼女の遺体を切り刻んでその肉片を市壁の外で焼いた。オレステス派とキュリロス派の闘争の結果であった。キュリロスは、アレクサンドリア大学と対立することとなった。

### アンティオキア学派ネストリオスとの論争
もう一つの大きな争いは神学上のアレクサンドリア学派とアンティオキア学派との間での信仰と語法に関するものであった。この論争は、コンスタンティノープル総主教管区の、より古いアレクサンドリア及びアンティオキア総主教管区に対する優位を認めた第1コンスタンティノポリス公会議第三決議を拡張したもので、アレクサンドリア管区とアンティオキア管区との争いはすでにコンスタンティノープルをも巻き込んでいた。この衝突はアンティオキア学派のネストリオスが428年にコンスタンティノープル総主教になるとともに土壇場に来た。
アンティオキアの聖職者がコンスタンティノープルでネストリオスの命によって聖母マリアを「神の母」と呼ぶことに反対する説教を始めた際にキュリロスはアレクサンドリアのアンティオキア及びコンスタンティノープルに対する優越性を取り戻す機会を得た。「神の母」という言葉は長い間マリアに用いられていたため、コンスタンティノープルの在家信者たちはアンティオキアの聖職者に不満を抱いていた。ネストリオスは、聖母マリアは人の母でも神の母でもなく、「キリストの母」であると主張した。ネストリオスによれば、キリストは神性と「神殿」(ネストリオスは人性をこう呼んだ)との併合(συνάφεια)である。
論争はキリストの受難の問題を中心とした。神の子つまり神の言葉は本当に「受肉して」受難なさったとキュリロスは主張した。しかし、ネストリオスは、神の子は肉体における結合をも含めると完全に受難することはできないと主張した。ドリュラオンのエウセビオスはネストリオスの説を養子的キリスト論だと責めた。
コンスタンティノープルでの議論がアレクサンドリアに伝わると、429年の復活祭の折、キュリロスはエジプトの修道僧たちにネストリオス説に注意するよう書簡を送った。この書簡の写しがコンスタンティノープルにまで到達すると、ネストリオスはそれに反論する説教を行った。ここからキュリロスとネストリオスの間で複数回にわたる書簡の応酬が始まり、次第に攻撃的な調子を強めていった。
この論争を解決するために皇帝テオドシウス2世がエフェソスで公会議を開いた。キュリロスがエフェソスを開催地として選んだのは当地がマリア崇敬を強く支持する土地柄だったからである(キリスト教以前はギリシアの女神アルテミスを崇拝していたのがマリア崇敬へ替わった)。エフェソス市民はキュリロスに友好的で、キュリロスとその支持者はネストリオスとその支持者がアンティオキアやシリアから到着する前にエフェソス公会議(431年)を開会させ、ネストリオスが召喚されても参加を拒み、ネストリオスが異端であるとして職務剥奪、国外追放を決定した。 しかしアンティオキアのヨハネやその他の元ネストリオス派の司教たちがエフェソスに到着すると、公会議でキュリロスに異端宣告し、総主教の地位の剥奪を宣誓して、「教会を破壊するために生まれ育てられた怪物」とレッテルを貼った。皇帝テオドシウス2世は公会議の評決を無効だと宣言してキュリロスを捕えた。しかしキュリロスは逃げおおせ、エジプトに逃げ帰るとテオドシウスの廷臣にわいろを贈り、また、隠者コンスタンティノポリスのダルマティオスに率いられた群衆を送り込んで、テオドシウスの宮殿を包囲して罵声を上げさせた。ついにテオドシウスは降参し、ネストリオスを上エジプトへ流刑に処した。 
キュリロスは444年に世を去ったが、エフェソス強盗会議(449年)からカルケドン公会議(451年)以降、論争は数十年続いた。

## 神学
キュリロスはイエス・キリストにおける神性の人性への受肉を、神秘的な力を持っていることによる神-人の肉体から他の全人類への展開であり、人の本性の修飾・神格化であり、信者に不死と主イエスの変容を約束するものであるとみなしていた。一方、ネストリオスは、受肉をイエスの足取りに従う忠実なものにとって第一に倫理的な例であるとみなしていた。キュリロスがずっと強調していたのは、ナザレの街を歩いていたのはまさしく神である(ゆえにマリアはテオトコス、神を孕むものである)し、人の姿をとって現われたのもまさしく神であるという単純な考えであった。ネストリオスは「人間イエス」と「神であるロゴス」の区別を強調して論じていた。キュリロスはこれを二分的に考えすぎていて、彼の同時代人の一部がキリストの人性を無みしていると感じたやり方で人生と神性との間の存在論的ギャップを広めていると考えた。
このキュリロスとネストリオスとの論争を起こした最大の問題はコンスタンティノポリス公会議で起こった問題である。実際のところ、マリアが生んだのは何だったのか？キュリロスの考えでは三位一体の構成は一つの神性という本体(οὐσία)と三つの互いに異なる実体(ὑπόστασις)から成る。三つの異なる実体とは父、子、聖霊である。そして、子が受肉して世界に降臨すると、神性と人性の両方が存続するがイエスの位格の中で「併合」される。このためネストリオスの神学的立場を要約して「二つの本体が併合した一つの実体」というスローガンが使われる。  
キュリロスの神学によれば、子には二つの状態がある。受肉する子(つまりロゴス)に「先立って」存在する状態と現に受肉した状態である。それゆえ、ロゴスの肉体のみが十字架上で受難・死を迎えたことになり、子は受難せずに受難できたことになる。ロゴスの内部で緊密に関連し合っていることが必要とされ、その後イエス・キリスト、つまり神なるロゴスの内部で受肉したロゴスが肉体の中で、そして世界の中で現存することにキュリロスの関心はあった。

### マリア論
アレクサンドリアのキュリロスはエフェソス公会議(431年)における「テオトコス論争」と呼ばれる活発な争いのために教会史に名を残している。
彼の著作にはエフェソスでの説教やその他の説教が含まれる。
伝えられている彼の説教の中には本当に彼のものか論争のあるものもある。いくつかの評論によれば、キュリロスが重点を置いていたのはイエスの母に対する愛だという。十字架上で、彼は苦痛に打ち勝ち母のことを考える。カナの婚宴で、イエスは母の望みに首を垂れる。アレクサンドリアのキュリロスの圧倒的な美点はマリア論の中核を永遠に強固なものとしたことである。キュリロスは神の母としての聖処女マリアに関する説教を通じてその後の全てのマリア論の発展の基礎を築いたされている。

## 著作
キュリロスは学者肌の総主教であり、多作な著述家であった。彼の著作と神学は教父たちの伝統、そして今日の正統派キリスト教の中核となっている。教会で活動していた時期の前半には彼は聖書の注釈を書いている。
- ’’Commentaries on the Old Testament,[21]
- Thesaurus, Discourse Against Arians Commentary on St. John's Gospel[22]
- Dialogues on the Trinity.
- Becoming Temples of God (in Greek original and English)
- Second Epistle of Cyril to Nestorius
- Third Epistle of Cyril to Nestorius (containing the twelve anathemas)
- Formula of Reunion: In Brief (A summation of the reunion between Cyril and John of Antioch)
- The 'Formula of Reunion' between Cyril and John of Antioch
- Five tomes against Nestorius (Adversus Nestorii blasphemias)
- That Christ is One (Quod unus sit Christus)
- Scholia on the incarnation of the Only-Begotten (Scholia de incarnatione Unigeniti)
- Against Diodore of Tarsus and Theodore of Mopsuestia (fragments)
- Against the synousiasts (fragments)
- Commentary on the Gospel of Luke
- Commentary on the Gospel of John
- Against Julian the Apostate

## 聖人暦
東方正教会及び東方典礼カトリック教会の聖人暦では6月9日と、アレクサンドリアのアタナシオスの記念日でもある6月18日が彼の記念日とされている。
カトリック教会の聖人暦では1882年に2月9日をあてがったが、1969年に改訂し、コプト教会と同じくキュリロスの命日6月27日を記念日とした（任意記念日）。ルター派においても同日が彼の記念日とされている。

## 関連作品
- エジプトの作家ユースフ・ジダン（英語版）のアラビア語小説『アザジール（英語版）』(2008年[24])。 - 2009年、国際アラビア語フィクション賞受賞。舞台は5世紀のエジプト及びシリアの初期キリスト教時代。アエギュプトゥスの初期のキリスト教徒を描いている。本書の語り手ヒュパはヒュパティアがリンチに会うのを目撃しキュリロスがネストリオスを断罪した431年に自身が争いに巻き込まれているのに気付く。キュリロスはユダヤ人や古典古代の伝統的信仰からキリスト教に改宗しなかったものを殺害する熱狂的な人物として描写され、多くのキリスト教徒を怒らせた[25]。
- キ・ロングフェロー『Flow Down Like Silver, Hypatia of Alexandria』(2009)。本作品ではキュリロスがヒュパティアの殺害に果たした役割を憚ることなく推測している。
- 2009年の映画『アレクサンドリア』。- サミ・サミールがキュリロスを演じ、アレクサンドリアの異なるコミュニティーを調停しようとしたオレステスに反対する過激論者として描かれている。